# دونالد ترامب على وسائل التواصل الاجتماعي
استخدم دونالد ترمب، خلال فترة رئاسته، موقع تويتر ومنصات تواصل اجتماعي أخرى بشكل متكرر. وغرّد على تويتر، منذ إعلان ترشيحه الرسمي للرئاسة في يونيو عام 2015، أكثر من 34 ألف تغريدة على مدى أربعة أعوام. كانت تغريداته تُعتبر تصريحات رسمية لرئيس الولايات المتحدة.
بتاريخ 12 يونيو 2017، طُرح مشروع قانون هاوس رقم 2884، المعروف أيضًا بقانون كوفيف، في مجلس النواب الأمريكي خلال اجتماع الكونغرس رقم 115 في الولايات المتحدة. كان الهدف من مشروع القانون إتش آر 2884 هو تعديل قانون السجلات الرئاسية للحفاظ على مشاركات رئيس الولايات المتحدة وتفاعلاته على تويتر ومطالبة الأرشيف الوطني بتخزين هذه المواد. رُفع مشروع القانون إلى لجنة الرقابة والإصلاح في مجلس النواب للنظر فيه. وأثناء وجوده في اللجنة لم يكن هناك أي أصوات نداء متعلقة فيه. توقف مشروع القانون في اللجنة.
بقي حساب ترمب على تويتر غير خاضع للإشراف طول فترة رئاسته، وذلك من أجل «المصلحة العامة». غالبًا ما كان ترمب ينشر تصريحات كاذبة ومثيرة للجدل على حسابه على تويتر @realDonaldTramp. وجد تحقيق نُشر في صحيفة ذا نيويورك تايمز في 2 نوفمبر، 2019 أن ترمب خلال فترة رئاسته «أعاد التغريد من217 حساب لم يتحقق منها تويتر»، وكان 145 منها على الأقل «يروج لمحتوى متطرف أو للمؤامرة»، بما في ذلك أكثر من عشرين منها أوقفها تويتر. بتاريخ 16 يوليو، 2019، صوت مجلس النواب لمراقبته بسبب «تعليقاته العنصرية» التي كان قد غردها قبل يومين من ذلك. أيد أربعة جمهوريين هذا القرار بينما صوت187 ضده. حذره مستشاروه من أن تغريداته قد تنفر مؤيديه منه. في استطلاع رأي أجرته قناة فوكس نيوز في يونيو 2017، بين أن 70 بالمئة من المشاركين قالوا إن تغريدات ترمب أضرت ببرنامجه. في يناير عام 2019، بين استطلاع رأي أجرته جامعة ماساتشوسيتس في لويل أن 68 بالمئة من المشاركين الذي تراوحت أعمارهم بين18-37 قالوا إن ترمب غرّد بشكل زائد.
في عام 2020، بدأ تويتر بإخفاء أو إضافة إشارات تحقق لكل تغريدات ترمب التي تنشر معلومات مضللة حول جائحة كوفيد-19 أو تشير بشكل خاطئ إلى أن التصويت عبر البريد أو التصويت الإلكتروني يمكن أن يضر بالانتخابات الرئاسية. انتقل ترمب إلى تويتر لتقويض نتائج الانتخابات، وبدأ تويتر بتصنيف هذه المنشورات على أنها إما مشكوك فيها أو مُضللة.
بتاريخ 8 يناير عام 2021، حظر ترمب عبر العديد من منصّات التواصل الإجتماعي بعد تحريضه على اقتحام مبنى الكابيتول في الولايات المتحدة الأمريكية في الوقت الذي كانت توثّق فيه الأصوات الانتخابية لجو بايدن. فسّر تويتر ذلك بأن منشورات ترمب قد تشكّل خطرًا إضافيًا يسبب وقوع أعمال عنف وأوقف حسابه @realDonaldTrump على تويتر نهائيًا، وتبعه بعد ذلك بفترة قصيرةٍ الحساب الرسمي لحملته (@TeamTrump). عُلقت أيضًا حسابات حلفاء ترمب الذين كتبوا منشورات نيابة عنه، بمن فيهم المدير الرقمي لحملة ترمب غاري كوبي. زاد تويتر أيضًا من تقييده في تعامله مع حساب رئيس الولايات المتحدة @POTUS، وسرعان ما حذف التغريدات التي نشرها ترمب على الحساب للتحايل على حظره. إضافة إلى ذلك، منع فيسبوك لاحقًا ترمب وحظره من جميع منصاته إلى أجل غير مسمى (بما فيها إنستغرام)، وذلك على الأقل حتى انتهاء فترة رئاسته. وفقًا لصحيفة بيزنيس إنسايدر، فقد حدّ حظر ترمب على وسائل التواصل الاجتماعي من انتشار المعلومات المضللة المتعلقة بالانتخابات بنسبة أكثر من 70%.

## خلفية
غير ظهور وسائل التواصل الاجتماعي من الطريقة التي يحدث فيها التواصل السياسي في الولايات المتحدة. تستخدم المؤسسات السياسية مثل السياسيين والأحزاب السياسية والمؤسسات والجمعيات ومراكز الفكر السياسي منصات التواصل الاجتماعي مثل فيسبوك وتويتر، للتواصل مع الناخبين وجذبهم. يستطيع الأفراد العاديون والسياسيون و«النقاد» وقادة الفكر التعبير عن آرائهم والانخراط بشبكة واسعة، والتواصل مع الأفراد الآخرين المتشابهين في التفكير. وفقًا لوائل غنيم، فإنه يمكن لوسائل التواصل الاجتماعي أن تعزز معتقدات موجودة مسبقًا أكثر من أن تروج لمعتقدات جديدة. على الرغم من أن وسائل التواصل الاجتماعي تعتبر مصدرًا كبيرًا لجمع المتطوعين والمال، فإنها تخدم الهدف الرئيسي المتمثل في تأكيد المعتقدات السياسية وتعزيز القاعدة السياسية. يمتلك السياسيون منصة للتواصل تختلف عن وسائل الإعلام السائدة. لدى السياسيين القدرة على جمع مبالغ كبيرة من المال في مدة زمنية قصيرة نسبيًا من خلال الحملات على وسائل التواصل الاجتماعي. في عام 2012، جمع الرئيس باراك أوباما أكثر من مليار دولار لحملته، وهو المبلغ الذي حطم فيه الرقم القياسي لجمع التبرعات. جُمع نحو 690 مليون دولار من خلال التبرعات عبر الإنترنت بما فيها وسائل التواصل الاجتماعي والإيميل وتبرعات مواقع الويب، وجُمعت أموال من المتبرعين الصغار أكثر من أي وقت مضى.
كانت الانتخابات الرئاسية الأمريكية في عام 2008 هي أول انتخابات استخدم فيها المرشحون الإنترنت وشبكات التواصل الاجتماعي بمثابة وسيلة تواصلية مُدرجة ضمن حملات المرشحين الانتخابية. في عام 2008، كان الرئيس المُنتخب باراك أوباما أول رئيس يستخدم الإنترنت لتنظيم المؤيدين والإعلانات والتواصل مع الأفراد بطريقة كانت مستحيلة في الانتخابات السابقة. استخدم أوباما مواقع مثل يوتيوب للترويج لنفسه من خلال مقاطع الفيديو. وصلت مدة المشاهدات على مقاطع الفيديو التي نشرها أوباما إلى 14.5 مليون ساعة. استخدم المزيد من المرشحون مجموعة واسعة من منصات وسائل التواصل الاجتماعي اعتبارًا من عام 2012. يتواجد السياسيون الآن على مواقع شبكات التواصل الاجتماعي مثل تويتر وإنستغرام ويوتيوب وغيرها من أدوات وسائل التواصل الاجتماعي الجديدة وتطبيقات الموبايل. استخدم بعض المرشحين مواقع التواصل الاجتماعي للإعلان عن ترشحهم. أرسل باراك أوباما إيميلًا إلى 13 مليون شخص عندما أعلن عن نيته بإعادة الترشح للانتخابات، وأرسل ميت أومني تغريدة. بحلول 16 مايو، 2011، وصل عدد متابعي باراك أوباما @BarackObama إلى 7.4 مليون شخص، من ضمنهم 28 من قادة العالم. أصبح حسابه ثالث حساب يصل إلى 10 ملايين متابع في سبتمبر عام 2011.

## تويتر
استفاد دونالد ترمب من خلال إعلان ترشحه الرسمي للرئاسة في عام 2015 من عدد كبير من المؤيدين الناشطين على وسائل التواصل الاجتماعي. أطلق بعض المؤيدين على الإنترنت على أنفسهم اسم «الحَرش».

بحلول نهاية عام 2019، كان الرئيس ترمب قد ابتكر أسلوبًا جديدًا للتواصل مع العامة تجاوز إلى حد كبير السكرتير الصحفي للبيت الأبيض واعتمد على حديثه المباشر وتغريداته. وفقًا لتقرير في صحيفة بوليتيكو:
يُفضل ترمب إصدار الإعلانات الكبيرة بنفسه عبر وسائل التواصل الاجتماعي، سواء كانت تحركات سياسية أو إقالة موظفين. أوقف البيانات الموجزة للبيت الأبيض، مُفضلًا الممارسة الفوضوية المتمثلة بمراسلين ميدانيين يصرخون بأسئلتهم من المكتب البيضاوي أو أمام مروحية الهيليكوبتر الرئاسية. مع انتهاء سنته الثالثة في الرئاسة، كوّن ترمب أسلوبه في التواصل المتمثل بركائز من المظالم/الشكاوي السياسية ونظريات المؤامرة واستهداف الأعداء المُفترضين. وهو يفضل في المقام الأول فرض الدورة الإخبارية والسيطرة عليها.
استخدم ترمب ميزة إعادة التغريد على تويتر لإيصال رسائل يتفق معها بغض النظر عن عدم شهرة كُتّابها. وكتبت صحيفة واشنطن بوست إن الإشادة بترمب كانت «مهمةً» للحصول على إعادة تغريد منه. في بعض الأوقات، كان ترمب يعيد تغريد تغريداته نفسها، وفي بعض الأحيان يعلق على هذه التغريدات بـ«صحيح جدًا».
كان قد جمع حساب @realDonaldTrump 88.7 مليون متابع في الوقت الذي أوقفته فيه تويتر في بداية عام 2021.